# 宗畅寺
宗畅寺，俗称喇嘛庙，位于河北省承德市平泉县，是一座藏传佛教格鲁派寺院。

## 历史
京剧《苏三起解》中有一段道白：“去南京的都走了，就剩热河八沟喇嘛庙拉骆驼的了。”热河八沟喇嘛庙即今承德市平泉县的宗畅寺。八沟即如今的平泉县。清朝康熙三十一年（1703年），朝廷在热河（今承德）建避暑山庄，建设了热河到盛京（今沈阳）的道路。平泉是从承德向东过五烈岭的第八条大沟，故名“八沟”。雍正七年，设八沟直隶厅，厅治位于如今的平泉县。
宗畅寺位于平泉镇以北的瀑河右岸七家村后道，是平泉县城寺庙中规模最大者。该寺创建于清朝康熙十一年（1672年），乾隆四十八年（1783年）重修。《承德府志·寺庙》记载：“喇嘛庙在州北五里，蒙古名沙金泥巴达拉固鲁克齐索木。内奉三皇，旁列罗汉，殿后为御膳房，乾隆曾驻跸于此。”其中的州指平泉州，乾隆四十三年（1778年）八沟直隶厅降为平泉州，隶属承德府。
《清实录》记载，乾隆四十八年（1783年）八月十六日，乾隆帝自避暑山庄东巡，到盛京谒祖陵，此为乾隆帝第四次东巡。八月十七日驻跸金家庄大营（今七沟镇东六沟村），翌日继续东行，途经宗畅寺，作《宗畅寺》诗一首：“停跸值村寺，锡名宗畅崇。欲因阐黄教，兼以奖丹衷。内外一家信，觐瞻万姓同。致予心喜者，满谷稼登丰。”可见乾隆帝在八月十八日驻跸宗畅寺。乾隆帝在此诗中自注：“寺在八沟东北七家村，康熙年间喀喇沁蒙古部众所建也。乾隆癸卯秋，喀喇沁王拉特纳锡第略为整饬，以备巡幸初顿。因赐名宗畅寺，以志宣扬黄教中外一家之盛云。”
宗畅寺喇嘛农历每月的初一、十五日集中念经。早晨打开寺门后，两名小喇嘛站在寺门两侧吹号，标志着念经等活动开始。旧时，七家村及周边凡是经济状况尚可的家庭，逢家人死亡，必请宗畅寺的喇嘛到场念经超度。每年农历正月十五日，宗畅寺举办庙会，燃放烟花，但不举办商业活动。
文革爆发后，宗畅寺被迫停止宗教活动，1967年宗畅寺建筑和古树被毁，在旧址建起七家小学。到21世纪初，七家小学已经被改建成台商王永庆捐建的希望小学“明德小学”。2006年春，宗畅寺西院的古槐树被该校砍掉。但是学校院内仍保存有一株古松，高数丈。院外尚存十多米甬道。小学操场等处分布有大块石条，东西配殿的两块上马石以及寺碑碑额仍在，碑额上隐见祥云纹。寺碑早已被七家村村办砖厂挪用去压机器。
2014年，平泉县启动平泉县宗畅寺复建工程。该年，平泉县开始了宗畅寺、平安寺等文物古迹的复建工作；完成了会州城遗址地上保护规划，已将地下考古勘探规划上报国家文物局。

## 建筑
宗畅寺建在七家村西坡地的平台上面，占地面积50多亩，坐北朝南。东部为生活区，中部为宫殿区，西部为园林区，周围有高墙。
园林区内以及大殿两侧种有松、柏、文光果树、红黄玫瑰。文革开始后，宗畅寺内尚存六、七株古松，罗汉堂前的文光果树仍在，西院有一株古槐。
生活区即配殿，俗称“东西廊房”，位于该寺两侧，长60多米、宽6米多，有墙同宫殿区相分隔，两侧的配殿都有便门，但没有门楼。西配殿供喇嘛、杂役居住，东配殿或许是仓房。
宫殿区有四层大殿。前三层大殿内部雕梁画栋，涂绘彩壁。
- 甬道：院外有一条长约60米、宽3米的坡状甬道，用来自猴山沟的砾岩石条铺成。
- 月台：走上甬道是十多米见方的月台。
- 影壁：位于月台后面。影壁后面是大殿。
- 天王殿：第一层殿。左右各开有一个便门。殿门上方悬挂一块满文、汉文合璧蓝底金字“宗畅寺”匾。殿内有四大天王塑像。
- 老爷殿：第二层殿。殿前有蒙古文、汉文二体石碑一通，该寺碑的碑文记述了该寺的建立缘由和经过。殿内有关公和赤兔马的塑像，左右两侧是黑脸周仓、白脸关平的立姿塑像。殿门内有香炉，前置供桌。天王殿、老爷殿均有壁画，内容源自《西游记》、《三国演义》。老爷殿粉壁墙上有一首诗（据说是乾隆帝御制诗）：“春花竹影几千秋，云锁高峰水自流。万里长江飘玉带，一轮明月滚金球。远看湖北三千里，近视江南十六州。美景一时观不尽，天缘有份再来游。”
- 正殿：俗称“楼子殿”，为第三层殿。殿分上下两层，殿顶采用滚龙脊，上层顶部有高2米多的圆铜顶。殿前的月台与香亭是喇嘛诵经处。殿内供奉木雕千手千眼观世音菩萨像，高15米，和承德普宁寺木雕佛形制类似。香案两侧的墙上设有铜佛龛，内有各类佛像，分别是历史上成佛之人。两层殿之间有木梯。佛龛内的铜佛后多被日本人拿走。
  - 古松：据七家村的老人们说，正殿前有棵松树，人称“龙帽松”，传说乾隆帝驻跸该寺时，翌日早晨在院中洗脸，顺手将帽搭在该松树上，此后松树不再长高，形状奇特。但是据曾在该寺上小学的几个人回忆，正殿前面确有一株古松，人称“龙头松”，因松枝顶端全部向上扬起而得名，直径2米多，遮荫2至3亩，每根树枝前后用两三根檩条支撑，每根树枝下都有一条粗壮树根。每年喇嘛都为该树剪枝。文革爆发，宗畅寺改为小学教室后，古松被砍伐做成学生桌椅。
- 罗汉殿：第四层殿。传说该殿是乾隆四十八年（1783年）朝廷拨十万帑银兴建。该殿无彩绘，风格清素。殿内有三皇塑像，中间为天皇在，两旁为地皇、人皇。两厢是十八罗汉塑像。殿内东、西两侧各开有一个便门，便门边各有一扁鼓。便门内为面阔三间的居室，有龙床，供皇帝休息用。